# Поляны (Мосальский район)
Поляны — деревня в Мосальском районе Калужской области России. Входит в состав сельского поселения «Посёлок Раменский».

## География
Деревня находится в западной части Калужской области, в зоне хвойно-широколиственных лесов, на левом берегу реки Шмеи, к югу от автодороги А130, на расстоянии примерно 15 километров (по прямой) к северу от города Мосальска, административного центра района. Абсолютная высота — 175 метров над уровнем моря.

### Климат
Климат характеризуется как умеренно континентальный, с тёплым летом и умеренно холодной снежной зимой. Среднегодовая многолетняя температура воздуха составляет 4 °С. Средняя температура воздуха самого тёплого месяца (июля) — 17,5 °C (абсолютный максимум — 37 °C); самого холодного (января) — −9,6 °C (абсолютный минимум — −46 °C). Безморозный период длится в среднем 125—132 дня. Среднегодовое количество атмосферных осадков составляет 617 мм, из которых 406 мм выпадает в период с апреля по октябрь. Снежный покров держится в течение 124 дней.

### Часовой пояс
Деревня Поляны, как и вся Калужская область, находится в часовой зоне МСК (московское время). Смещение применяемого времени относительно UTC составляет +3:00.

## Население
| 2002 | 2010 |
| ---- | ---- |
| 1    | ↗2   |

### Половой состав
По данным Всероссийской переписи населения 2010 года в гендерной структуре населения мужчины составляли 100 %.

### Национальный состав
Согласно результатам переписи 2002 года в деревне проживал один житель русской национальности.